# A zöld, a bíbor és a fekete (dal)
A zöld, a bíbor és a fekete a magyar rockzene egyik ismert dala. Zeneszerzője Sáfár József és Cserháti István, szövegét Csiga Sándor írta. Eredetileg a P. Box készítette Radics Béla emlékére, de azóta több, a P. Boxhoz és a P. Mobilhoz kötődő együttes koncertműsorába bekerült.

## Keletkezése
Az alapdallamot Sáfár József, a P. Box akkori basszusgitárosa találta ki 1982-ben, de amikor először bemutatta társainak, elvetették az ötletet. Radics Béla halála után azonban elővették a dalt, ekkor írta meg Csiga Sándor az elhunyt gitáros emlékére a szöveget (utalva Radics egyik legismertebb szerzeményére, a Zöld csillagra). Az eredeti stúdióváltozat 1982-ben jelent meg kislemezen, majd 1983-ban felkerült a P. Box Kő kövön című nagylemezére, Vikidál Gyula énekével. 1995-ben a P. Mobil Petőfi Csarnok-beli koncertjén hangzott el a dal először a 4 Rocktenorral, vagyis az 1987-ben elhunyt Bencsik Sándor legjelentősebb együtteseinek énekeseivel. Bencsik emlékére a dal kiegészült egy új versszakkal. Ennek a változatnak a stúdiófelvétele került fel az emlékalbumra, valamint videóklip is készült hozzá. Módosítottak a dal intróján is, gitárriff helyett zongorával kezdődik (koncerteken együttesenként eltér, hogyan játsszák), valamint az első versszak „Dörögve zúgnak a betonon mámoros éjszakák” sorában a „mámoros” helyére a „lánctalpas” szó került, ami az eredeti megjelenéskor a cenzúra miatt nem lehetett benne.
2005 óta Cserháti István, 2008 óta Tunyogi Péter, 2022 óta pedig a szövegíró Csiga Sándor emlékét is őrzi a dal, de új versszakkal nem bővítették és nem is fogják. Ebben Cserháti István betegágyán állapodott meg Csiga Sándorral.

## Megjelenései
| Év   | Formátum | Kiadvány                               | Előadó                 | Ének                                                        | Megjegyzés                                                                     |
| ---- | -------- | -------------------------------------- | ---------------------- | ----------------------------------------------------------- | ------------------------------------------------------------------------------ |
| 1982 | SP       | kislemez, B-oldal: Valami rock 'n roll | P. Box                 | Vikidál Gyula                                               | Eltér az albumverziótól.                                                       |
| 1983 | LP       | Kő kövön                               | P. Box                 | Vikidál Gyula                                               | CD-n is megjelent, a P. Box első albumával közösen.                            |
| 1995 | CD       | A zöld, a bíbor és a fekete            | 4 Rocktenor & P. Mobil | Deák Bill Gyula, Tunyogi Péter, Varga Miklós, Vikidál Gyula | Harmadik versszakkal bővített változat.                                        |
| 2005 | CD       | Szent Vér                              | Amok                   | Szloboda Tibor                                              |                                                                                |
| 2006 | CD       | I Feel Good                            | Pardon & Tunyogi Péter | Tunyogi Péter                                               | A dal egyetlen olyan stúdiófelvétele, amelyet teljes hosszában Tunyogi énekel. |
| 2008 | CD       | Hatvan csapás                          | Deák Bill Gyula        | Deák Bill Gyula                                             |                                                                                |

## A dalt játszó együttesek
- P. Box
- ős-Pandora's Box (Sáfár József vezette formáció 2009 óta, 2011-től különbözteti meg magát az előtaggal)
- P. Mobil
- Bill és a Box Company (1986-87-ben működött)
- Deák Bill Blues Band
- Boxer
- Tunyogi Rock Band (2008-ban, énekese halálával megszűnt)
- RockBand
- Mobilmánia
- Zöld a Bíbor Band
- Bajnok Rock Team
- Black Box
- Pandora (P. Mobil-, P. Box- és Dinamit-feldolgozásokat játszó együttes)
- Ámok
- Nevergreen
- Mikszáth és a Disznajak[2]
- MetalstorM[3]
- Későn Szóltál (miskolci rock-zenekar)[4]